# Ridderorden in Kedah
Dit is een lijst van ridderorden in de Maleisische staat Kedah.

## Achtergrond
Het sultanaat Kedah is een van de deelstaten van het koninkrijk Maleisië. De sultans stelden een groot aantal ridderorden en onderscheidingen in.
Het autonome Kedah is een van de dertien staten van Maleisië. Kedah bevindt zich op het vasteland van Maleisië en ligt in het noorden, aan de grens met Thailand. De hoofdstad van de staat is Alor Setar.
Kedah werd al in de 7e eeuw vermeld door Chinese pelgrims en in de 9e eeuw door Arabische handelaren. Daarmee is het het oudste sultanaat van Maleisië.

## Ridderorden
De ridderorden hebben Arabische modellen. Men koos voor sterren, in het Maleis "bintangs" geheten omdat kruisen in het orthodox mohammedaanse staatje niet bij de cultuur passen.
- De Ster van de staat Kedah of "Bintang Keberanian Negeri Kedah", werd in 1955 ingesteld

- De Orde van de Koninklijke Familie van Kedah

- De Koninklijke Halemi Huisorde van Kedah

- De Orde van Verdienste

- De Orde van de Kroon van Kedah

- De Verheven Orde van de Kroon van Kedah

- De Orde van het Koninklijke Huis van Kedah

- De Orde van Sultan Abdul Halim Mu'adzam Shah

- De Meest Eminente Orde van de Glorie van de Mahawangsa van Kedah